# Bezirk Goms
Der Bezirk Goms (französisch District de Conches) liegt im Kanton Wallis in der Schweiz. Der Hauptort ist Münster in der Gemeinde Goms.

## Geographische Lage

Münster, Luftbild (1955)

Als Goms wird der oberste Talabschnitt des Oberwallis zwischen der Quelle der Rhone und der Talstufe von Grengiols in der Nähe von Brig bezeichnet. Es ist der östlichste Teil des Kantons Wallis. Im Osten wird es durch den  zwischen Galenstock und Pizzo Rotondo liegenden Furkapass begrenzt und im Westen optisch durch das Weisshorn. Der oberste Talabschnitt wird noch Obergoms genannt.
Das Goms wurde durch den eiszeitlichen Rhonegletscher ausgehobelt. Danach wurde der Talboden durch den Rotten, die junge Rhone, aufgeschüttet.

## Geschichte
Das Goms war bereits während der Steinzeit bewohnt und während der Römerherrschaft ein Teil der Provinz Raetia. Über die Grimsel drangen gegen das 9. Jahrhundert die Alemannen ein und überlagerten die Frankoprovenzalisch sprechende Vorbevölkerung. 1362 verbündeten sich die Gommer mit den Urkantonen der alten Eidgenossenschaft.
Der Hotelier César Ritz wurde 1850 im Gommer Bezirk geboren.

## Gemeinden
Der Bezirk besteht aus folgenden Gemeinden:
Stand: 1. Januar 2017
| Wappen      | Name der Gemeinde | Einwohner (31. Dezember 2023) | Fläche in km² | Einw. pro km² | Mittlere Höhe der Siedlung in m ü. M. |
| ----------- | ----------------- | ----------------------------- | ------------- | ------------- | ------------------------------------- |
| Bellwald    | Bellwald          | 349                           | 13,96         | 25            | 1560                                  |
| Binn        | Binn              | 123                           | 65,09         | 2             | 1400                                  |
| Ernen       | Ernen             | 550                           | 35,37         | 16            | 1196                                  |
| Fiesch      | Fiesch            | 912                           | 11,03         | 83            | 1049                                  |
| Fieschertal | Fieschertal       | 359                           | 172,82        | 2             | 1108                                  |
| Goms        | Goms              | 1157                          | 129,53        | 9             | 1370                                  |
| Lax         | Lax               | 336                           | 5,42          | 62            | 1039                                  |
| Obergoms    | Obergoms          | 640                           | 155,98        | 4             | 1377                                  |
| Total (8)   | Total (8)         | 4426                          | 589,20        | 8             | 1039 – 1560                           |

## Veränderungen im Gemeindebestand

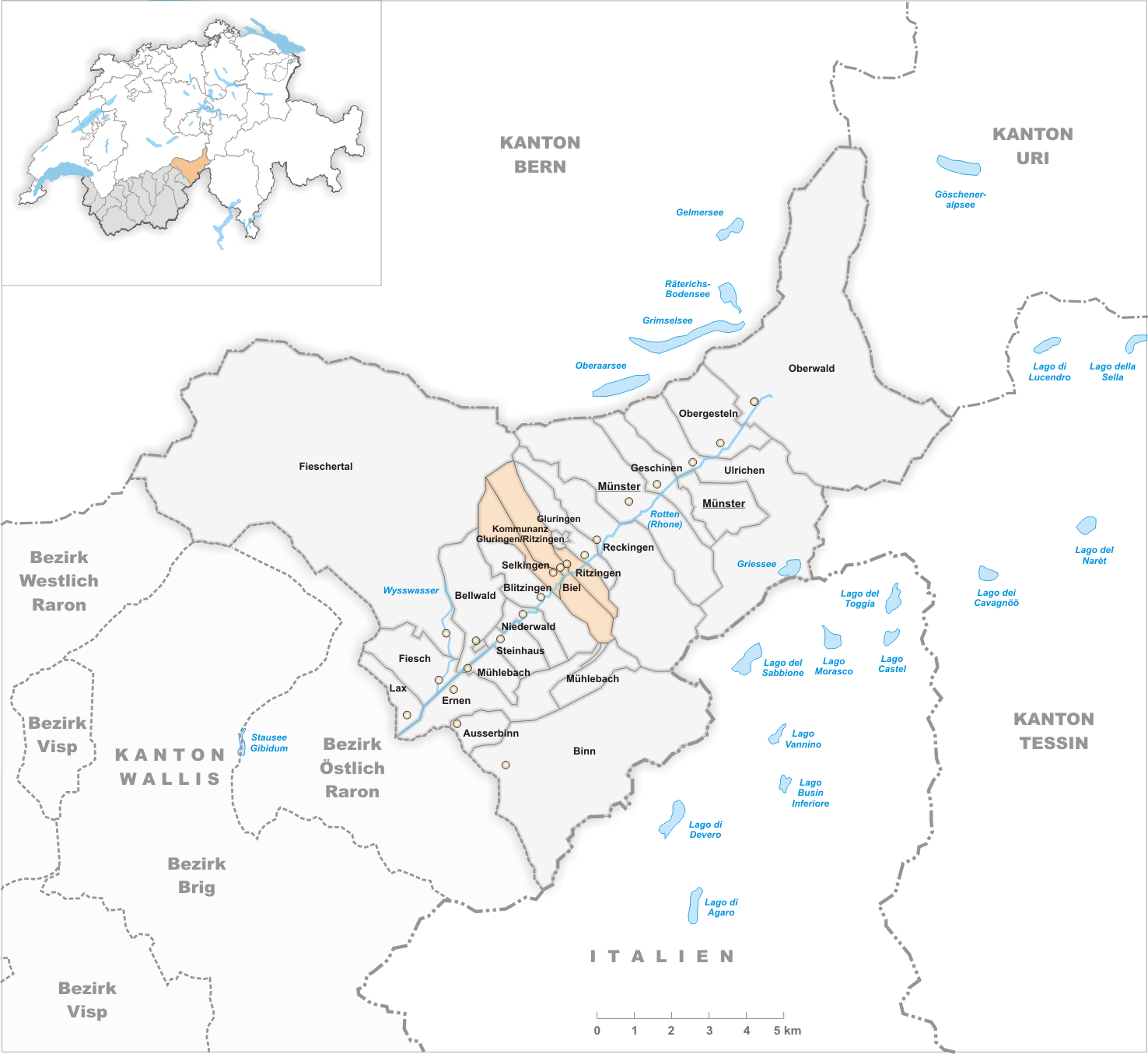
Gemeinden bis 2000
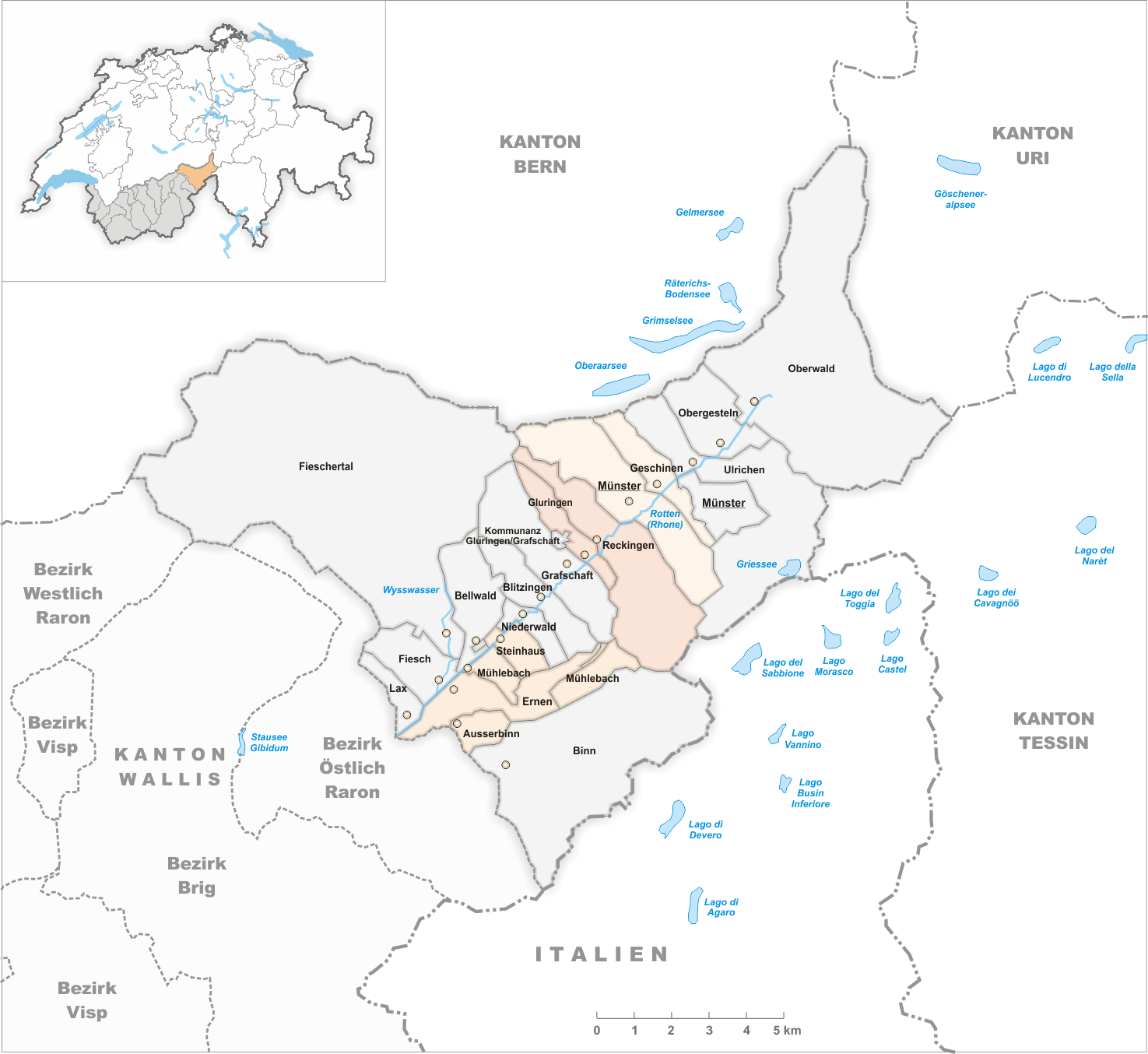
Gemeinden bis 2004
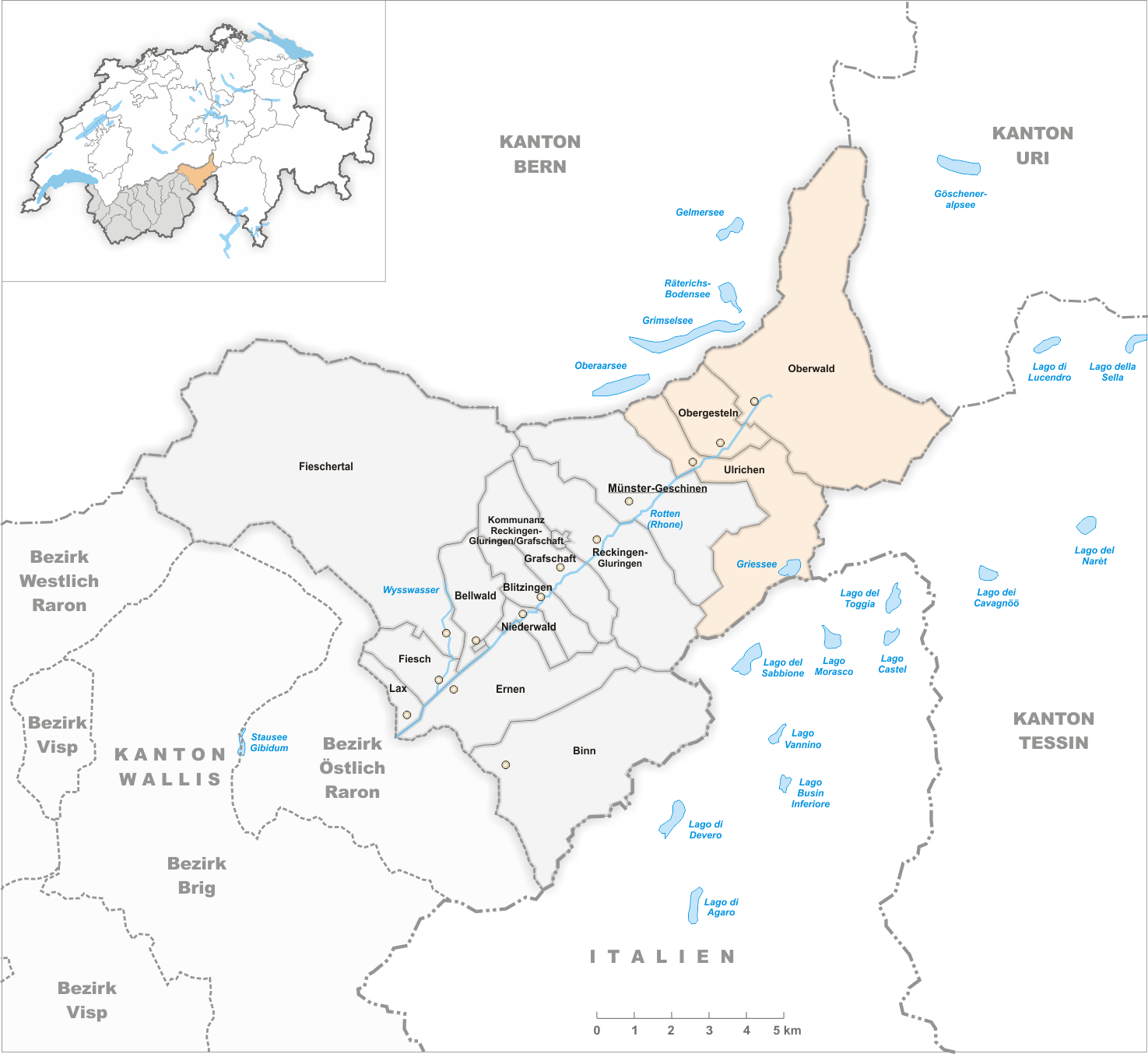
Gemeinden bis 2008
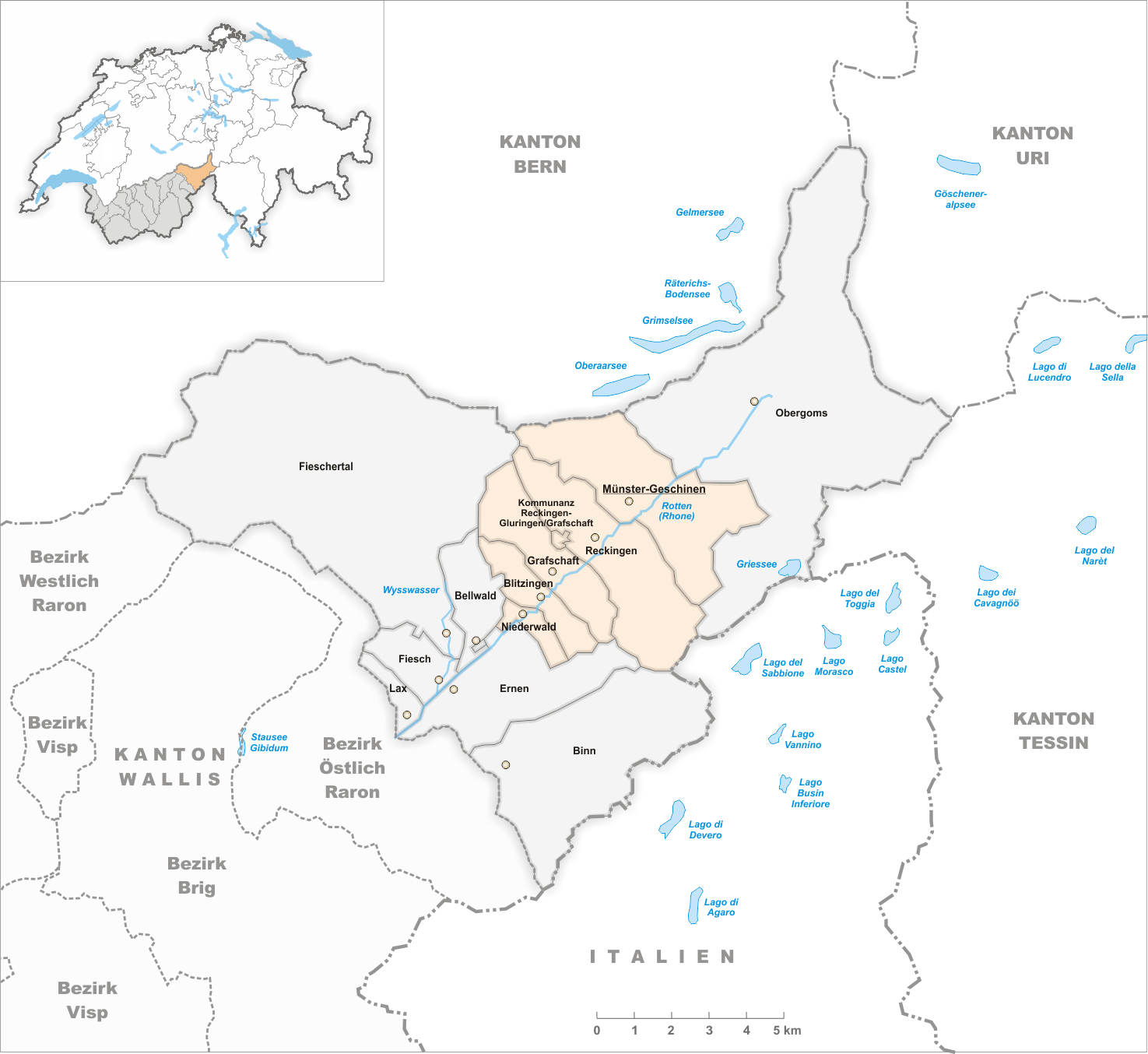
Gemeinden bis 2016

- 1872: Fusion Niederernen und Ernen  →  Ernen
- 2001: Fusion Biel, Ritzingen und Selkingen  →  Grafschaft
- 2004: Fusion Ausserbinn, Ernen, Mühlebach  und Steinhaus → Ernen
- 2004: Fusion Geschinen und Münster → Münster-Geschinen
- 2004: Fusion Gluringen und Reckingen → Reckingen-Gluringen
- 2009: Fusion Obergesteln, Oberwald und Ulrichen → Obergoms
- 2017: Fusion Blitzingen, Niederwald, Grafschaft, Münster-Geschinen  und Reckingen-Gluringen → Goms

Die einzige verbliebene Kommunanz des Bezirks Goms und des Kantons Wallis war die Kommunanz Reckingen-Gluringen/Grafschaft (BFS-Nr.: 6391). Sie hiess bis zum 31. Dezember 2003 offiziell Kommunanz Gluringen-Ritzingen und trug die BFS-Nr. 6072. Der Namenswechsel wurde nötig, weil sich bereits 2001 die frühere Gemeinde Ritzingen mit Biel VS und Selkingen zur neuen Gemeinde Grafschaft VS und im Oktober 2004 die frühere Gemeinde Gluringen mit Reckingen VS zur Gemeinde Reckingen-Gluringen zusammengeschlossen hatte.
Diese letzte Kommunanz des Kantons verschwand mit der Fusion von 2017 mit den beteiligten Gemeinden zur Gemeinde Goms.

## Bevölkerung
| Bevölkerungsentwicklung | Bevölkerungsentwicklung | Bevölkerungsentwicklung | Bevölkerungsentwicklung | Bevölkerungsentwicklung | Bevölkerungsentwicklung | Bevölkerungsentwicklung | Bevölkerungsentwicklung | Bevölkerungsentwicklung | Bevölkerungsentwicklung | Bevölkerungsentwicklung |
| ----------------------- | ----------------------- | ----------------------- | ----------------------- | ----------------------- | ----------------------- | ----------------------- | ----------------------- | ----------------------- | ----------------------- | ----------------------- |
| Jahr                    | 2010                    | 2011                    | 2012                    | 2013                    | 2014                    | 2015                    | 2016                    | 2018                    | 2021                    | 2022                    |
| Einwohner               | 4745                    | 4716                    | 4629                    | 4569                    | 4506                    | 4452                    | 4421                    | 4440                    | 4401                    | 4385                    |

## Verkehr
Strassen in das Goms führen von Norden her  durch den Lötschbergtunnel (Autoverlad), von Osten und Süden durch den Furka-Basistunnel (Autoverlad) mit Verladestationen in Realp und Oberwald oder im Sommer über den Furkapass, Grimselpass und Nufenenpass bzw. über den Simplonpass. Von Westen erreicht man das Goms über Sion entlang dem Rhonetal Richtung Brig. Durch die Matterhorn-Gotthard-Bahn ist das Goms  per Eisenbahn von Westen via Brig und Osten via Furkatunnel erreichbar. Der  Glacier-Express durchfährt das Goms auf seiner Strecke von St. Moritz nach Zermatt.

## Wintertourismus
Durch seine Höhenlage und das alpine Hochtal gilt das Goms als schneesicheres Langlaufgebiet. Rund 100 km Loipen stehen den Skatern und klassischen Langläufern im Winter zur Verfügung. Die Loipen verbinden zwölf Gommer Dörfer miteinander.
Im Obergoms gibt es zudem 85 km Winterwanderwege und 27 km Schneeschuhtrails. In jedem Dorf befindet sich ein Bahnhof der Matterhorn-Gotthard-Bahn.

## Sommertourismus

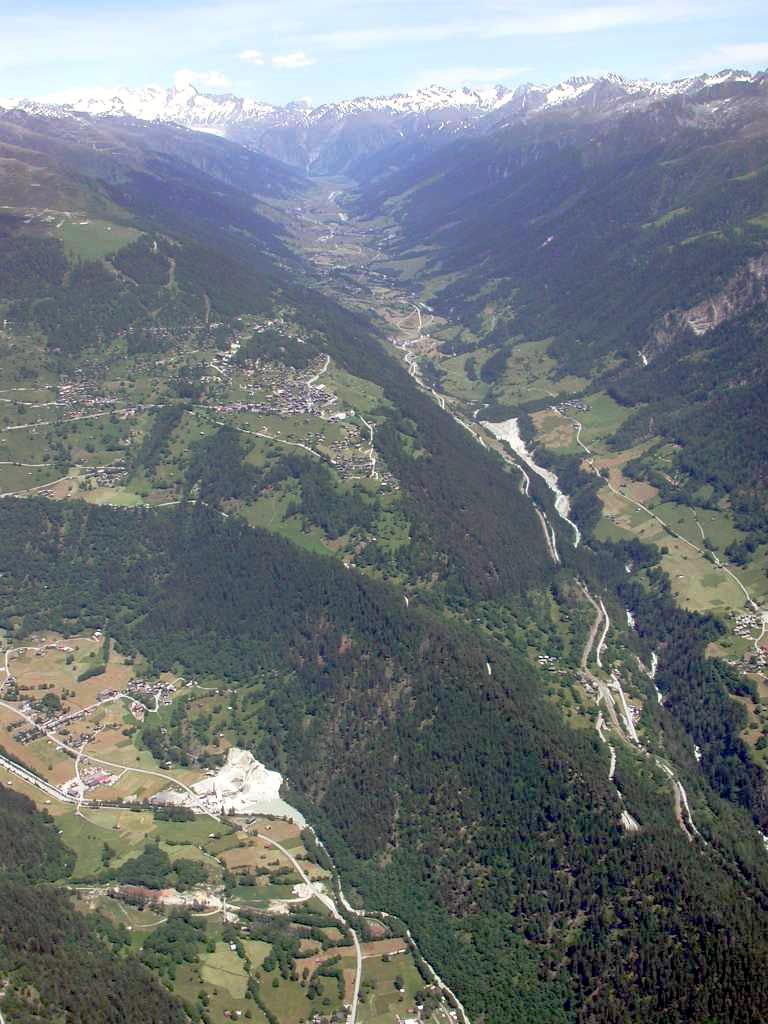
Das Goms aus der Luft

Etwa 700 km markierte Wanderwege stehen im Sommer zur Verfügung. Der  Gommer Höhenweg, der Rottenweg im Talboden und der hügelige Waldweg auf der Südseite des Tals verbinden die Dörfer im Goms miteinander. Entlang dem Lauf der jungen Rhone führt eine Fahrradstrecke von Oberwald bis Brig.
Die historischen Züge der Dampfbahn Furka-Bergstrecke verkehren seit 2011 wieder vollständig zwischen Oberwald und Realp UR im Kanton Uri.

## Binntal
Durch seinen Mineralienreichtum wurde das Binntal, ein abgelegenes Seitental des Goms, bekannt. Das ganze Tal steht als «Landschaft von nationaler Bedeutung» unter Schutz. Seit der Steinzeit dient der Albrunpass als Übergang ins benachbarte Italien. Diesen Weg nahmen die Walser im 13. Jahrhundert.

## Adjektiv
Das auf das Goms bezogene Adjektiv lautet Gommer und nicht etwa Gomser.